# Homewood (Alabama)
Homewood es una ciudad ubicada en el condado de Jefferson en el estado estadounidense de Alabama. En el censo de 2000, su población era de 25 043.

## Demografía
En el 2000 la renta per cápita promedia del hogar era de $ 55.431$, y el ingreso promedio para una familia era de 70.256$. El ingreso per cápita para la localidad era de 25.491$. Los hombres tenían un ingreso per cápita de 40.969$ contra 34.694$ para las mujeres.

## Geografía
Homewood está situado en 33°28′6″N 86°48′29″O / 33.46833, -86.80806 (33.468306, -86.808146).
Según la Oficina del Censo de los EE. UU., la ciudad tiene un área total de 8.31 millas cuadradas (21.52 km²).